# Lutero (peça)
Lutero (Luther) é uma peça de teatro do dramaturgo britânico John Osborne, fez sua estreia em Nottingham, em 1961. O drama é centrado na figura do iniciador da Reforma Protestante, Martinho Lutero, e conta a história de sua vida desde o momento quando ele foi aceito na ordem agostiniana. Diversos outros personagens, como Johann Tetzel, Johann Eck, o papa Leão X, De Tommaso De Vio e Johann von Staupitz também são protagonistas da peça. O drama ganhou algum sucesso, e quando ela foi para a Broadway ganhou o  Tony Award de melhor peça de teatro. Uma nova configuração do trabalho foi realizada no Royal National Theatre, em Londres, em 2001.
O trabalho foi publicado em 1964, em italiano por Giulio Einaudi Editore.